# Llengües niloticosaharianes
Les llengües niloticosaharianes són una família o macrofamília de llengües d'Àfrica, parlada a l'Àfrica centreoriental, principalment al Sahel i a les conques de l'alt riu Nil (Sudan) i el Chari (Txad). Va ser definida pel lingüista Joseph Greenberg el 1963. És una família en la qual existeixen importants divergències entre els subgrups que la formen, raó per la qual per a alguns la família necessita ser més investigada per establir-ne més fermament el parentiu, mentre que els nilosaharianistes consideren que la divergència es deu al fet que la família podria tenir una antiguitat d'entre 10.000 o 12.000 anys.
El 1987 parlaven llengües nilosaharianes uns 11 milions de persones aproximadament, d'acord amb l'estimació de Merritt Ruhlen. Les estimacions de Bender al 2004 sumaven 31 milions de parlants. El nombre exacte de llengües nilosaharianes no es coneix amb precisió, encara que L. Bender, assenyala que el criteri d'intel·ligibilitat mútua condueix a un mínim de 120 llengües, i ofereix una classificació de la família sobre dades lèxiques de 115 llengües diferents, mentre que Ethnologue fa una llista amb 205 varietats diferents, algunes de les quals clarament són mútuament intel·ligibles i, per tant, poden considerar-se la mateixa llengua.
Es caracteritzen principalment per tenir un nombre gramatical trial singular-col·lectiu-plural, amb excepció del gumuz. Els idiomes d'aquesta família combinen l'escriptura alfabètica amb antics jeroglífics. A més n'hi ha molts que són de transmissió exclusivament oral. Algunes de les llengües més esteses són el nubià, el massai i el songhai.

## Classificació
Les llengües nilosaharianes constitueixen l'última de les macrofamílies identificades, excloent-ne altres famílies més controversials que no són acceptades per la majoria de lingüistes històrics. Així, fins al 1955 cap autor havia proposat o suggerit que el que avui es denomina família nilosahariana formés una unitat filogenètica demostrable, donada la diversitat lingüística que presenten aquestes llengües. Greenberg (1955, 1963) va proposar la família sobre la base d'algunes comparacions lèxiques, tot i que el primer treball monogràfic dedicat a la comparació d'aquestes llengües és el de Schadeberg (1981).
La millora de la descripció gramatical dels diversos grups feu que la hipòtesi nilosahariana fos més àmpliament acceptada que la proposta primera de Greenberg. No obstant això, la millora de l'evidència no sembla haver-se donat per als grups songhai, komano i gumuz:
| «                           | molt pocs dels marcadors morfològics nominals i verbals més estesos del nilosaharià estan testimoniats en les llengües coman i gumuz... El seu estat genètic continua sent discutible, principalment per la manca de dades més extenses […] En resum, l'estat actual de coneixement ... pot identificar les següents famílies lingüístiques o filums: ... mande, songhai, ubangian, kadu i les llengües coman i gumuz. | » |
| — Dimenthal, 2008, p. 843-4 | |   |

### Classificació interna
La primera classificació interna en fou proposada per Joseph Greenberg (1955, 1963, 1971). L'esquema originari fou modificat per Lionel Bender (1976, 1989) i adoptat per Ethnologue.

### Classificació de L. M. Bender iEthnologue
La relació entre els grups nilosaharians segons una classificació posterior de Lionel Bender (2000) divideix aquestes llengües en 12 branques o grups, les relacions internes dels quals són difícils de precisar:
A. Songhai
B. Saharià
C. Maba
D. Fur
E. Sudànic oriental
F. Sudànic central
G. Berta
H. Kunama
I. Komana
J. Gumuz
K. Kuliak
L. Kado
Greenberg conjecturà que les famílies I, F, G i H formaven una agrupació vàlida que va anomenar Chari-Nil, tot i que l'evidència examinada per altres autors posteriors no recolzà aquesta hipòtesi de Greenberg. Bender opta per un diagrama classificatori sense precisar les relacions internes en alguns dels nodes:
|               | A (Songhai) |
|               | |
|               | B (Saharià) |
|               | |
|               | K (Kuliak) |
|               | |
| NS típic      | \| \| C (Maba) \| \| \| \| \| \| D (Fur) \| \| \| \| \| \| F (Sudànic central) \| \| \| \| \| \| G (Berta) \| \| \| \| \| \| H (Kunama) \| \| \| \| \| NS prototípic \| E, I, J, L \| \| \| E, I, J, L \| |
|               | \| \| C (Maba) \| \| \| \| \| \| D (Fur) \| \| \| \| \| \| F (Sudànic central) \| \| \| \| \| \| G (Berta) \| \| \| \| \| \| H (Kunama) \| \| \| \| \| NS prototípic \| E, I, J, L \| \| \| E, I, J, L \| |
|               | C (Maba) |
|               | |
|               | D (Fur) |
|               | |
|               | F (Sudànic central) |
|               | |
|               | G (Berta) |
|               | |
|               | H (Kunama) |
|               | |
| NS prototípic | E, I, J, L |
|               | E, I, J, L |

|               | C (Maba)            |
|               |                     |
|               | D (Fur)             |
|               |                     |
|               | F (Sudànic central) |
|               |                     |
|               | G (Berta)           |
|               |                     |
|               | H (Kunama)          |
|               |                     |
| NS prototípic | E, I, J, L          |
|               | E, I, J, L          |

La classificació d'Ethnologue presenta poques diferències amb la classificació anterior, per exemple postula un grup komuz (koman i gumuz), que no és acceptat universalment. A més, seguint el criteri d'Anbessa Tefera i Peter Unseth, considera el shabo a part de les llengües nilosaharianes, però sense especificar a quina branca pertany. La llengua és a vegades considerada com aïllada.
Alguns lingüistes, incloent-hi Roger Blench, consideren les llengües kadu (també dites llengües kadugli o "tumtum") part d'aquesta família, mentre que uns altres, incloent-hi Greenberg i Ehret, les classifiquen com a llengües kordofanianes.

### Llengües de la família
Seguint la classificació de Lionel Bender (2000), els grups nilosaharians i les principals llengües (mostrades en lletra cursiva) són:
- Songhai: grup localitzat a l'interior de l'Àfrica occidental, especialment a Mali, més estès durant l'Imperi Songhai. La seva inclusió com a nilosaharià és motiu de controvèrsia.
  - zarma, idioma amb 2,4 milions de parlants a Níger.
- Saharià: típic del Sàhara central.
  - Kanuri, més de 4 milions i 5 dialectes en diversos països de la regió del llac Txad.
- Kuliak: 3 llengües a les muntanyes al nord-est d'Uganda. De vegades se situa aquest grup dins de les llengües *sudàniques orientals.
- Nilosaharià satèl·lit
  - berta, en zones límit entre Sudan i Etiòpia.
  - kunama, en zones límit entre Eritrea i Etiòpia.
  - Maba: en una petita regió entre Txad, el Sudan i República Centreafricana.
  - Fur: a Darfur (Sudan) i Txad.
    - fur, amb 3 milions a Darfur.
    - amdang, a Txad i Sudan.

  - Sudànic central: a l'interior de l'Àfrica central.
    - Bongo-kresh (o occidental): 43 llengües a Txad, el Sudan i República Centreafricana.
    - Lendu-mangbetu (o oriental): 22 llengües, majorment al Congo i incloent-hi alguns pobles pigmeus mbuti.

  - Nilosaharià nuclear
    - gumuz, a Etiòpia i Sudan, idioma de vegades relacionat amb les llengües komanes.
    - Koman: 5 llengües en zones límit entre Etiòpia i Sudan.
    - Kadu, kadugli-krongo o tumtum: 6 llengües de les muntanyes Nuba al Kordofan (Sudan).
    - Sudànic oriental
      - Nubià: sud d'Egipte i Sudan.
      - Nilòtic: a l'interior de l'Àfrica oriental.
        - luo, 8,5 milions a Kenya, Uganda i Tanzània.
        - kalenjin, 4 milions i diversos dialectes a la província de la Vall del Rift (Kenya).
        - dinka, prop de 2 milions pels dinka, al sud de Sudan.
        - lango, 1,4 milions pels langi, cap al centre d'Uganda.
        - masai, 880.000 pels massais, a Kenya i Tanzània.
        - nuer, 800.000 pels nuers, al sud de Sudan.
        - shilluk, 1,5 milions pels shil·luk, al sud de Sudan.
        - acholi, 1,2 milions pels acholi, al nord d'Uganda.

### Relacions amb altres llengües
El primer autor que va relacionar seriosament algunes de les llengües nilosaharianes amb les llengües nigerocongoleses fou Westerman (1911), que va introduir-hi el grup sudànic (*Sudansprache) i que incloïa tant les llengües nilòtiques com bona part del grup nigerocongolès. No obstant això, en publicacions posteriors el mateix Westermann abandonà la proposta. Abans de l'àmplia acceptació de la proposta de Greenberg d'un grup nilosaharià, alguns autors van proposar relacions entre algunes llengües nilosaharianes i la família nigerocongolesa, sense que cap d'aquestes propostes guanyés acceptació general. Posteriorment a l'acceptació de les llengües nilosaharianes (tot i que aquesta acceptació no hagi estat universal), es van proposar altres macrofamílies més àmplies:
- La proposta congosahariana relaciona les llengües nilosaharianes amb les nigerocongoleses (Gregersen, 1972).[6]
- Una proposta més actual (Blench, 1995-2006) planteja la macrofamília nigerosahariana, en què níger-congo és simplement una branca de nilosàhara relacionada amb el sudànic central.[7][8]

No obstant això, aquestes teories encara són vistes amb reserva per la majoria de lingüistes.

## Característiques comunes
Les llengües nilosaharianes en conjunt són molt distants entre si; és un dels grups de llengües més diversificat (deixant a banda les propostes més controvertides). De fet, resulta difícil reconstruir característiques comunes, i fins i tot alguns autors es mostren escèptics sobre el fet que les llengües nilosaharianes formin una unitat filogenètica vàlida, i en el seu lloc divideixen aquestes llengües en diverses famílies dins de les quals el parentiu és més fàcilment demostrable, deixant com una conjectura possible la unitat de totes les llengües nilosaharianes.
No obstant això, s'hi han establert relacions parcials a nivell tonal, d'harmonia vocàlica, ordre oracional, morfologia, conjugació, gènere i nombre.

### Fonologia
Donada l'àmplia dispersió geogràfica, s'ha desenvolupat una important diversificació dels sistemes consonàntics exercida per influència de llengües veïnes però no relacionades, tals com llengües afroasiàtiques, adamawa-ubangi i bantus.

#### Reconstrucció de Bender
Bender reconstruí el següent sistema consonàntic per al protoniloticosaharià:
|           |           | Labial | Labial | Coronal | Coronal | Palatal | Palatal | Velar   | Velar   |
| --------- | --------- | ------ | ------ | ------- | ------- | ------- | ------- | ------- | ------- |
| oclusiva  | sorda     |        |        | *t, *t₂ | *t, *t₂ |         |         | *k, *kʰ | *k, *kʰ |
| oclusiva  | sonora    | *b     | *b     | *d, *d₂ | *d, *d₂ | *ɟ      | *ɟ      | *g      | *g      |
| fricativa | fricativa | *f     | *f     | *s      | *s      |         |         |         |         |
| líquida   | líquida   |        |        | *r, *l  | *r, *l  | *r₂     | *r₂     |         |         |
| nasal     | nasal     | *m     | *m     | *n      | *n      |         |         | *ŋ      | *ŋ      |
| semivocal | semivocal | *w     | *w     |         |         | *j      | *j      |         |         |

Els fonemes /*d₂, *t₂/ corresponen a oclusives coronals, el detall fonètic de les quals és difícil de precisar, tot i que la seva distintivitat fonèmica de /*d, *t/ sembla ben fonamentada a partir de les correspondències fonètiques (un altre autor, C. Ehret, reconstrueix per a l'àrea coronal també els sons [d̪], [ḍ] i [t̪], [ṭ], que podrien donar una pista del detall fonètic de /*d₂, *t₂/, vegeu més endavant).
Bender proposa una llista d'uns 350 cognats i discuteix àmpliament l'agrupació i el sistema fonològic de Ch. Ehret. Blench (2000) en "The classification of Nilo-Saharan", p. 299 compara aquest sistema reconstruït amb el d'Ehret, i argumenta que aquest és més insegur, es basa en dades més difícils de referenciar i en conjectures un xic més arriscades. Així, per exemple, Bender assenyala que hi ha un conjunt de fonemes que inclouen implosius /*ɓ, *ɗ, *ʄ, *ɠ/, ejectius /*pʼ, *tʼ, (*sʼ), *cʼ, *kʼ/ així com les prenasals /*mb, *nd, (*nt), *ñɟ, *ŋg/, que només semblen reconstruïbles per a la protollengua que donà lloc al nucli (E, I, J, L) i el grup satèl·lit (C, D, F, G, H), però no per al protonilosaharià, tot i que no estan gaire clares les innovacions que ocorregueren perquè aquest grup desenvolupara aqueixos fonemes.

#### Reconstrucció d'Ehret
Ehret és un altre especialista que, usant una metodologia una mica més imprecisa i sobre una base maximalista quant al nombre de fonemes possibles atribuïbles al protoniloticosaharià i conjecturant un nombre major de possibles protoformes, arriba a un sistema radicalment diferent de fonemes per a la protollengua:
|            |           | Labial | Dental | Alveol. | Retrof. | Palatal | Velar | Glotal |
| ---------- | --------- | ------ | ------ | ------- | ------- | ------- | ----- | ------ |
| oclusiva   | implosiva | *ɓ     |        | *ɗ      | *ɗ      |         | *ɠ    |        |
| oclusiva   | sonora    | *b     | *d̪     | *d      | *ḍ      |         | *g    |        |
| oclusiva   | sorda     | *p     | *t̪     | *t      | *ṭ      |         | *k    |        |
| oclusiva   | aspirada  | *pʰ    | *t̪ʰ    | *tʰ     | *ṭʰ     |         | *kʰ   |        |
| oclusiva   | ejectiva  | *pʼ    | *t̪̕     | *tʼ     | *ṭ̕      |         | *kʼ   |        |
| fricativa  | fricativa |        | *θ     | *s, *z  | *ṣ      |         |       |        |
| nasal      | simple    | *m     |        | *n      |         | *ɲ      | *ŋ    |        |
| nasal      | prenasal  | *ⁿb    | *ⁿð    | *ⁿd     | *ⁿḍ     |         | *ⁿg   |        |
| líquida    | líquida   |        | *l̪     | *r, *l  |         |         |       |        |
| aproximant | simple    | *w     |        |         |         | *j      |       |        |
| aproximant | no-simple | *ʼw    |        |         |         | *ʼj     |       | *h     |

Aquest sistema maximalista ha estat criticat per Bender i Blench, que sostenen que les correspondències en què es basa Ehret per a reconstruir aquest sistema són insegures i, per tant, alguns dels sons de la taula anterior serien variants posicionals d'un nombre més reduït de fonemes, o innovacions que només es van donar en algunes branques. A més, Ehret proposa una llista d'uns 1.600 cognats per sostenir aquestes correspondències, que si bé és un treball de recopilació considerable, podria contenir cognats i correspondències parcials que no necessàriament es remuntarien al protoniloticosaharià, sinó només a algunes de les branques intermèdies. Una altra crítica al treball d'Ehret és que no cita extensament la procedència de totes les seves dades, i ocasionalment prefereix diccionaris i gramàtiques més antics i menys actualitzats, tot i que hi hagi bons materials més moderns.
A més, Ehret considera que l'hipotètic protoniloticosaharià és una llengua tonal i en reconstrueix tres tons, mentre que Bender considera que, tot i que no es pugui descartar que el protoniloticosaharia saharià fos una llengua tonal, l'evidència de les llengües actuals és massa irregular i complicada per atrevir-se a reconstruir el sistema tonal o descartar-ne la presència.

#### Inventaris fonològics
Bender (1997) proporciona els següents inventaris fonològics per a algunes de les llengües niloticosaharianes millor documentades; per a les subfamílies més conegudes (E, F) es proporciona l'inventari de la protollengua, ja que en aquests casos és possible reconstruir-la amb força seguretat:
| Grup                       | Llengua                    | labials | labials | labials | labials | labials | labials | coronals                                               | coronals                                               | coronals                                               | coronals                                               | coronals                                               | coronals                                               | coronals                                               | postalveolars/ palatals | postalveolars/ palatals | postalveolars/ palatals | postalveolars/ palatals | postalveolars/ palatals | postalveolars/ palatals | velar / postvelar | velar / postvelar | velar / postvelar | velar / postvelar | velar / postvelar | vocals                                | vocals                                | vocals                                | vocals                                | vocals                                | vocals                                | vocals                                | vocals                                |
| Grup                       | Llengua                    | b, m, w | b, m, w | b, m, w | b, m, w | b, m, w | b, m, w | t, d, l, r, n, s                                       | t, d, l, r, n, s                                       | t, d, l, r, n, s                                       | t, d, l, r, n, s                                       | t, d, l, r, n, s                                       | t, d, l, r, n, s                                       | t, d, l, r, n, s                                       | y, ñ                    | y, ñ                    | y, ñ                    | y, ñ                    | y, ñ                    | y, ñ                    | k, g, ŋ           | k, g, ŋ           | k, g, ŋ           | k, g, ŋ           | k, g, ŋ           | i, e, a, o, u                         | i, e, a, o, u                         | i, e, a, o, u                         | i, e, a, o, u                         | i, e, a, o, u                         | i, e, a, o, u                         | i, e, a, o, u                         | i, e, a, o, u                         |
| Grup                       | Llengua                    | p       | pʼ      | ɓ       | f       | v       | mb      | tʼ                                                     | ɗ                                                      | ṭ                                                      | ḍ                                                      | θ                                                      | z                                                      | nd                                                     | c                       | ɟ                       | cʼ                      | š                       | ž                       | ñɟ                      | kʼ                | ɠ                 | ŋg                | h                 | ʔ                 | ɪ                                     | ɛ                                     | ə                                     | ɔ                                     | ʊ                                     | ai                                    | au                                    | oi                                    |
| -------------------------- | -------------------------- | ------- | ------- | ------- | ------- | ------- | ------- | ------------------------------------------------------ | ------------------------------------------------------ | ------------------------------------------------------ | ------------------------------------------------------ | ------------------------------------------------------ | ------------------------------------------------------ | ------------------------------------------------------ | ----------------------- | ----------------------- | ----------------------- | ----------------------- | ----------------------- | ----------------------- | ----------------- | ----------------- | ----------------- | ----------------- | ----------------- | ------------------------------------- | ------------------------------------- | ------------------------------------- | ------------------------------------- | ------------------------------------- | ------------------------------------- | ------------------------------------- | ------------------------------------- |
| A. Songhai                 | (Gao)                      | (p)     |         |         | f       |         |         |                                                        |                                                        |                                                        |                                                        |                                                        | z                                                      |                                                        | ʤ                       | ɟ                       |                         | š                       | ž                       |                         | kp                | gb                | ŋm                | h                 |                   | ii, ee, aa, oo, uu                    | ii, ee, aa, oo, uu                    | ii, ee, aa, oo, uu                    | ii, ee, aa, oo, uu                    | ii, ee, aa, oo, uu                    | ii, ee, aa, oo, uu                    | ii, ee, aa, oo, uu                    | ii, ee, aa, oo, uu                    |
| A. Songhai                 | Dendi                      | (p)     |         |         | f       |         |         |                                                        |                                                        |                                                        |                                                        |                                                        | z                                                      |                                                        | č                       | ɟ                       |                         |                         |                         |                         |                   |                   | ŋm                | h                 |                   | ii, ee, ɛɛ, aa, ɔɔ, oo, uu            | ii, ee, ɛɛ, aa, ɔɔ, oo, uu            | ii, ee, ɛɛ, aa, ɔɔ, oo, uu            | ii, ee, ɛɛ, aa, ɔɔ, oo, uu            | ii, ee, ɛɛ, aa, ɔɔ, oo, uu            | ii, ee, ɛɛ, aa, ɔɔ, oo, uu            | ii, ee, ɛɛ, aa, ɔɔ, oo, uu            | ii, ee, ɛɛ, aa, ɔɔ, oo, uu            |
| A. Songhai                 | Zerma                      | (p)     |         |         | f       |         |         |                                                        |                                                        |                                                        |                                                        |                                                        | z                                                      |                                                        | č                       | ɟ                       |                         |                         |                         |                         |                   |                   |                   | h                 |                   | ii, ee, aa, ai?, au?, wa, waa, oo, uu | ii, ee, aa, ai?, au?, wa, waa, oo, uu | ii, ee, aa, ai?, au?, wa, waa, oo, uu | ii, ee, aa, ai?, au?, wa, waa, oo, uu | ii, ee, aa, ai?, au?, wa, waa, oo, uu | ii, ee, aa, ai?, au?, wa, waa, oo, uu | ii, ee, aa, ai?, au?, wa, waa, oo, uu | ii, ee, aa, ai?, au?, wa, waa, oo, uu |
| B. Saharià                 | Kanuri                     | (p)     |         |         | f       |         | mb      |                                                        |                                                        |                                                        |                                                        |                                                        | z                                                      |                                                        | (c)                     | (ɟ)                     |                         | (š)                     |                         |                         |                   |                   | ŋg                | h                 | (ʔ)               | ʌ                                     | ʌ                                     | ʌ                                     | ʌ                                     | ʌ                                     | ʌ                                     | ʌ                                     | ʌ                                     |
| B. Saharià                 | Teda                       | p       |         |         | f       |         |         |                                                        |                                                        |                                                        |                                                        |                                                        | z                                                      |                                                        | c                       | ɟ                       |                         | š                       |                         |                         |                   |                   |                   | (h)               |                   |                                       |                                       | ə                                     | ii, ü                                 | ii, ü                                 | ii, ü                                 | ii, ü                                 | ii, ü                                 |
| B. Saharià                 | Tubu                       | p       |         |         | f       |         |         |                                                        |                                                        |                                                        |                                                        | θ                                                      |                                                        |                                                        | c                       | ɟ                       |                         | š                       |                         |                         |                   |                   |                   | h                 | ʔ                 |                                       | ẹ, ɛ                                  | ə                                     | ọ                                     |                                       |                                       |                                       |                                       |
| B. Saharià                 | Zagawa                     | p       |         |         | f?      |         |         |                                                        |                                                        |                                                        |                                                        |                                                        | z                                                      |                                                        | c                       | ɟ                       |                         | š                       |                         |                         |                   |                   |                   | h                 | ʔ                 | ɪ?                                    | ɛ                                     |                                       | ɔ                                     | ʊ?                                    |                                       |                                       |                                       |
| C. Maba                    | Bora-Mabang                | p       |         |         |         | v       | mb      |                                                        |                                                        | tr                                                     | dr                                                     |                                                        | z                                                      | nd                                                     | c                       | ɟ                       |                         | š                       |                         | ñɟ                      |                   |                   | ŋg                | x, h              |                   | ɪ                                     | ɛ                                     | ə                                     | ɔ                                     | ɚ, (ʌ)                                | ɚ, (ʌ)                                | ɚ, (ʌ)                                | ɚ, (ʌ)                                |
| C. Maba                    | Mesalit                    | (p)     |         | f       |         | v       | mb      |                                                        |                                                        |                                                        |                                                        |                                                        |                                                        | nd                                                     | c                       | ɟ                       |                         | š                       |                         | ñɟ                      |                   |                   | ŋg                | x~h               |                   |                                       | ɛ                                     |                                       | ɔ                                     | (ɚ), (ʌ?)                             | (ɚ), (ʌ?)                             | (ɚ), (ʌ?)                             | (ɚ), (ʌ?)                             |
| C. Maba                    | Aiki                       | p-f     |         | (ɓ)     |         |         | mb      |                                                        | (ɗ)                                                    |                                                        |                                                        | (θ)                                                    | (z)                                                    | nd                                                     | c                       | ɟ                       |                         | š                       |                         | ñɟ                      |                   |                   | ŋg                | h                 |                   | ii, ee, ɛɛ, aa, ɔɔ, oo, uu ai, ei, au | ii, ee, ɛɛ, aa, ɔɔ, oo, uu ai, ei, au | ii, ee, ɛɛ, aa, ɔɔ, oo, uu ai, ei, au | ii, ee, ɛɛ, aa, ɔɔ, oo, uu ai, ei, au | ii, ee, ɛɛ, aa, ɔɔ, oo, uu ai, ei, au | ii, ee, ɛɛ, aa, ɔɔ, oo, uu ai, ei, au | ii, ee, ɛɛ, aa, ɔɔ, oo, uu ai, ei, au | ii, ee, ɛɛ, aa, ɔɔ, oo, uu ai, ei, au |
| D. For                     | Fur                        | p~f     |         |         | f~p     |         |         |                                                        |                                                        |                                                        |                                                        |                                                        | (z)                                                    |                                                        |                         | ɟ                       |                         |                         |                         |                         |                   |                   |                   | h~ʔ               |                   | ii, aa, oo, uu, ai, ei, au            | ii, aa, oo, uu, ai, ei, au            | ii, aa, oo, uu, ai, ei, au            | ii, aa, oo, uu, ai, ei, au            | ii, aa, oo, uu, ai, ei, au            | ii, aa, oo, uu, ai, ei, au            | ii, aa, oo, uu, ai, ei, au            | ii, aa, oo, uu, ai, ei, au            |
| E. PROTO-SUDÀNIC- ORIENTAL | E. PROTO-SUDÀNIC- ORIENTAL | *p      |         | *f      |         |         |         | *t₂ (=d/t) *d₂ (=d/t) *l₂ (=r/l) *l₃ (=l/r) *l₄ (=r~l) | *t₂ (=d/t) *d₂ (=d/t) *l₂ (=r/l) *l₃ (=l/r) *l₄ (=r~l) | *t₂ (=d/t) *d₂ (=d/t) *l₂ (=r/l) *l₃ (=l/r) *l₄ (=r~l) | *t₂ (=d/t) *d₂ (=d/t) *l₂ (=r/l) *l₃ (=l/r) *l₄ (=r~l) | *t₂ (=d/t) *d₂ (=d/t) *l₂ (=r/l) *l₃ (=l/r) *l₄ (=r~l) | *t₂ (=d/t) *d₂ (=d/t) *l₂ (=r/l) *l₃ (=l/r) *l₄ (=r~l) | *t₂ (=d/t) *d₂ (=d/t) *l₂ (=r/l) *l₃ (=l/r) *l₄ (=r~l) | (*c)                    | *ɟ                      |                         | *š                      |                         |                         | *g₂ (=g/k)        | *g₂ (=g/k)        | *g₂ (=g/k)        | *g₂ (=g/k)        | *g₂ (=g/k)        |                                       |                                       |                                       |                                       |                                       | *ai                                   |                                       | *oi?                                  |
| F. PROTO-SUDÀNIC- CENTRAL  | F. PROTO-SUDÀNIC- CENTRAL  |         |         | *ɓ      | *f      | *v      | *mb     |                                                        | *ɗ                                                     | *tr?                                                   | *dr?                                                   |                                                        | (z*)                                                   | *nd                                                    | *c                      | *ɟ                      |                         | *š                      | *ž                      |                         |                   |                   | *ŋ~ ŋg            |                   | (*ʔ)              | *i~e, *e/i, *a~o, *o-u, *u/o          | *i~e, *e/i, *a~o, *o-u, *u/o          | *i~e, *e/i, *a~o, *o-u, *u/o          | *i~e, *e/i, *a~o, *o-u, *u/o          | *i~e, *e/i, *a~o, *o-u, *u/o          | (*ai)                                 |                                       |                                       |
| G. Berta                   | Gebeto                     | p~pʼ    | p~pʼ    |         | f-      |         |         |                                                        |                                                        |                                                        |                                                        | θ                                                      | z                                                      | nd                                                     |                         | ɟ                       |                         | š                       |                         |                         | k~kʼ              |                   | ŋg                | h                 | ʔ                 | ii, ee, aa, oo, uu                    | ii, ee, aa, oo, uu                    | ii, ee, aa, oo, uu                    | ii, ee, aa, oo, uu                    | ii, ee, aa, oo, uu                    | ii, ee, aa, oo, uu                    | ii, ee, aa, oo, uu                    | ii, ee, aa, oo, uu                    |
| H. Kunama                  | Kunama                     | (p)     |         |         | f       | v       | mb      |                                                        |                                                        |                                                        |                                                        |                                                        | (z)                                                    | nd                                                     | tʲ                      | dʲ                      |                         | sʲ                      |                         | ñdʲ                     |                   |                   | ŋg                | h                 |                   | ii, ee, aa, oo, uu                    | ii, ee, aa, oo, uu                    | ii, ee, aa, oo, uu                    | ii, ee, aa, oo, uu                    | ii, ee, aa, oo, uu                    | ai                                    | au                                    | oi                                    |
| I. Komano                  | Twampa                     | p,pʰ    | (pʼ)    |         |         | v       | mb      | t̪,d̪,t̪ʰ                                                 | d~ɗ                                                    | tr                                                     | dr                                                     |                                                        | z                                                      | nd                                                     | c,cʰ                    | ɟ,ʼɟ                    | cʼ                      | š                       |                         |                         | kʼ                | (ɠ)               |                   | (h)               | ʔ                 |                                       |                                       |                                       |                                       |                                       | ai                                    |                                       |                                       |
| I. Komano                  | Kwama                      |         | pʼ      |         | f       |         |         | sʼ                                                     | sʼ                                                     | sʼ                                                     | sʼ                                                     | sʼ                                                     | (z)                                                    |                                                        |                         |                         |                         | š                       |                         |                         | kʼ                |                   |                   | h                 | ʔ                 | ii, ee, aa, oo, uu                    | ii, ee, aa, oo, uu                    | ii, ee, aa, oo, uu                    | ii, ee, aa, oo, uu                    | ii, ee, aa, oo, uu                    | ai                                    |                                       |                                       |
| I. Komano                  | Komo                       |         | pʼ      | ɓ       |         |         |         | sʼ                                                     | sʼ                                                     | sʼ                                                     | sʼ                                                     | sʼ                                                     | z                                                      |                                                        |                         |                         |                         | š                       |                         |                         | (kʼ)              |                   |                   | h                 | ʔ                 | ii, ee, aa, oo, uu                    | ii, ee, aa, oo, uu                    | ii, ee, aa, oo, uu                    | ii, ee, aa, oo, uu                    | ii, ee, aa, oo, uu                    | ai                                    | au                                    |                                       |
| I. Komano                  | Opo                        |         |         | ɓ-      |         |         |         | tʼ                                                     | ɗ                                                      |                                                        |                                                        |                                                        |                                                        |                                                        | c                       | ɟ                       | cʼ                      | š                       |                         |                         | kʼ                |                   |                   | h                 | ʔ                 | ei                                    | ei                                    | ei                                    | ei                                    | ei                                    | ai                                    | au                                    |                                       |
| I. Komano                  | Gule                       |         |         |         | f       |         |         | -tʼ-                                                   | -ɗ                                                     |                                                        |                                                        |                                                        |                                                        | tʲ                                                     | ɟ, ɟʼ                   | ɟ, ɟʼ                   | (š)                     |                         |                         |                         |                   |                   |                   |                   |                   |                                       |                                       |                                       |                                       |                                       | ai                                    | au                                    |                                       |
| I. Komano                  | PROTO-KOM.                 | *p *pʰ? | *pʼ     | *ɓ      |         |         | *mb     | *t̪,*t̪ʰ,*ɗ, *sʼ                                         | *t̪,*t̪ʰ,*ɗ, *sʼ                                         | *t̪,*t̪ʰ,*ɗ, *sʼ                                         | *t̪,*t̪ʰ,*ɗ, *sʼ                                         | *t̪,*t̪ʰ,*ɗ, *sʼ                                         | *t̪,*t̪ʰ,*ɗ, *sʼ                                         | *t̪,*t̪ʰ,*ɗ, *sʼ                                         |                         |                         |                         | *š                      |                         |                         | *kʼ *kʰ           | *ɠ                |                   | *h                | *ʔ                |                                       |                                       |                                       |                                       |                                       |                                       |                                       |                                       |
| J. Gumuz                   | Sai                        |         |         | ɓ       | f       |         | mb      | tʼ                                                     | ɗ                                                      |                                                        |                                                        |                                                        | z                                                      | nd                                                     | c                       | ɟ                       | cʼ                      | š                       | ž                       | ñɟ                      | kʼ~k              | kʼ~k              |                   | ŋg                | h                 | ʔ                                     | ɪ                                     | ɛ?                                    | aa, oo, uu, ai                        | aa, oo, uu, ai                        | aa, oo, uu, ai                        | aa, oo, uu, ai                        | aa, oo, uu, ai                        |
| J. Gumuz                   | Sese                       | p       | (pʼ)    | (ɓ)     | f       |         |         | tʼ                                                     | ɗ=ḍ                                                    |                                                        |                                                        |                                                        | z                                                      |                                                        | c                       | ɟ                       | cʼ                      | š                       |                         |                         | kʼ                | (ɠ)               |                   | h                 | ʔ                 | ɪ                                     | ɛ?                                    | ə, ʌ                                  | ə, ʌ                                  | ə, ʌ                                  | ə, ʌ                                  | ə, ʌ                                  | ə, ʌ                                  |
| K. Kuliak                  | Ik                         | p       |         | ɓ       | f       |         |         |                                                        | ɗ                                                      |                                                        |                                                        |                                                        | z                                                      |                                                        | c                       | ɟ                       |                         |                         |                         |                         | (kʼ)              | ɠ                 |                   | h                 | ʔ                 | ɪ                                     | ɛ                                     | ə=ʌ                                   | ɔ                                     | ʊ                                     |                                       |                                       |                                       |
| K. Kuliak                  | Soo                        | p       |         | ɓ       |         |         |         | tʼ                                                     | ɗ                                                      |                                                        |                                                        |                                                        | z                                                      |                                                        | c                       | ɟʼ                      | ɟʼ                      |                         |                         |                         |                   | ɠ                 |                   |                   | ʔ                 |                                       | ɪ                                     | ɛ                                     | ʌ                                     | ɔ                                     | ʊ                                     |                                       |                                       |
| K. Kuliak                  | Nyangi                     | p       |         | ɓ       |         |         |         |                                                        | ɗ                                                      |                                                        |                                                        | lʲ                                                     |                                                        |                                                        | c                       | ɟʼ                      | ɟʼ                      |                         |                         |                         |                   | ɠ                 |                   |                   |                   |                                       |                                       | ɛ                                     |                                       | ɔ                                     | ʊ                                     |                                       |                                       |
| K. Kuliak                  | PROTO-KUL.                 | *p      |         | *ɓ      |         |         |         |                                                        | *ʣ                                                     |                                                        |                                                        | *hl                                                    | *z                                                     |                                                        | *c                      | *ɟʼ                     | *ɟʼ                     | *cʼ                     |                         |                         | *kʼ               | *ɠ                |                   | *h                |                   |                                       | *ɪ                                    | *ɛ                                    |                                       | *ɔ                                    | *ʊ                                    |                                       |                                       |
| L. Kadu                    | Krongo                     |         |         | b~ɓ     | f       |         | mb      |                                                        | d=ɗ                                                    | ṭ                                                      |                                                        |                                                        |                                                        | nd nt                                                  | c nc                    |                         |                         | š                       |                         |                         |                   |                   | ŋk                |                   |                   | ɪ, ɪɪ, ee?, ʌ, aa, oo, ʊ, ʊʊ, uu      | ɪ, ɪɪ, ee?, ʌ, aa, oo, ʊ, ʊʊ, uu      | ɪ, ɪɪ, ee?, ʌ, aa, oo, ʊ, ʊʊ, uu      | ɪ, ɪɪ, ee?, ʌ, aa, oo, ʊ, ʊʊ, uu      | ɪ, ɪɪ, ee?, ʌ, aa, oo, ʊ, ʊʊ, uu      | ɪ, ɪɪ, ee?, ʌ, aa, oo, ʊ, ʊʊ, uu      | ɪ, ɪɪ, ee?, ʌ, aa, oo, ʊ, ʊʊ, uu      | ɪ, ɪɪ, ee?, ʌ, aa, oo, ʊ, ʊʊ, uu      |

Els fonemes /b, m, w; t, d, l, r, n, s; y, (ñ); k, g, ŋ; i, e, a, o, u/ són pràcticament universals en totes les llengües, almenys en posició inicial. Encara que algun d'ells com /ñ/ no és fonèmic en kanuri, tot i que existeix com a al·lòfon de /s/ davant /i/, també falta en algunes llengües de la subfamília I. Els fonemes /c, ɟ/ poden ser en algunes llengües oclusius i en altres africats, tot i que aquí es transcriuen sempre amb el signe de l'oclusiva corresponent. Els fonemes implosius /*ɓ, *ɗ, *ʄ, *ɠ/, ejectius /*pʼ, *tʼ, (*sʼ), *cʼ, *kʼ/, així com les prenasals /*mb, *nd, (*nt), *ñɟ, *ŋg/, només semblen reconstruïbles per a la protollengua que donà lloc al nucli i el grup satèl·lit, però no per al protoniloticosaharià, encara no estan clares les innovacions que hi ocorregueren perquè aquest grup desenvolupés aqueixos fonemes.